# Tim Sparwasser

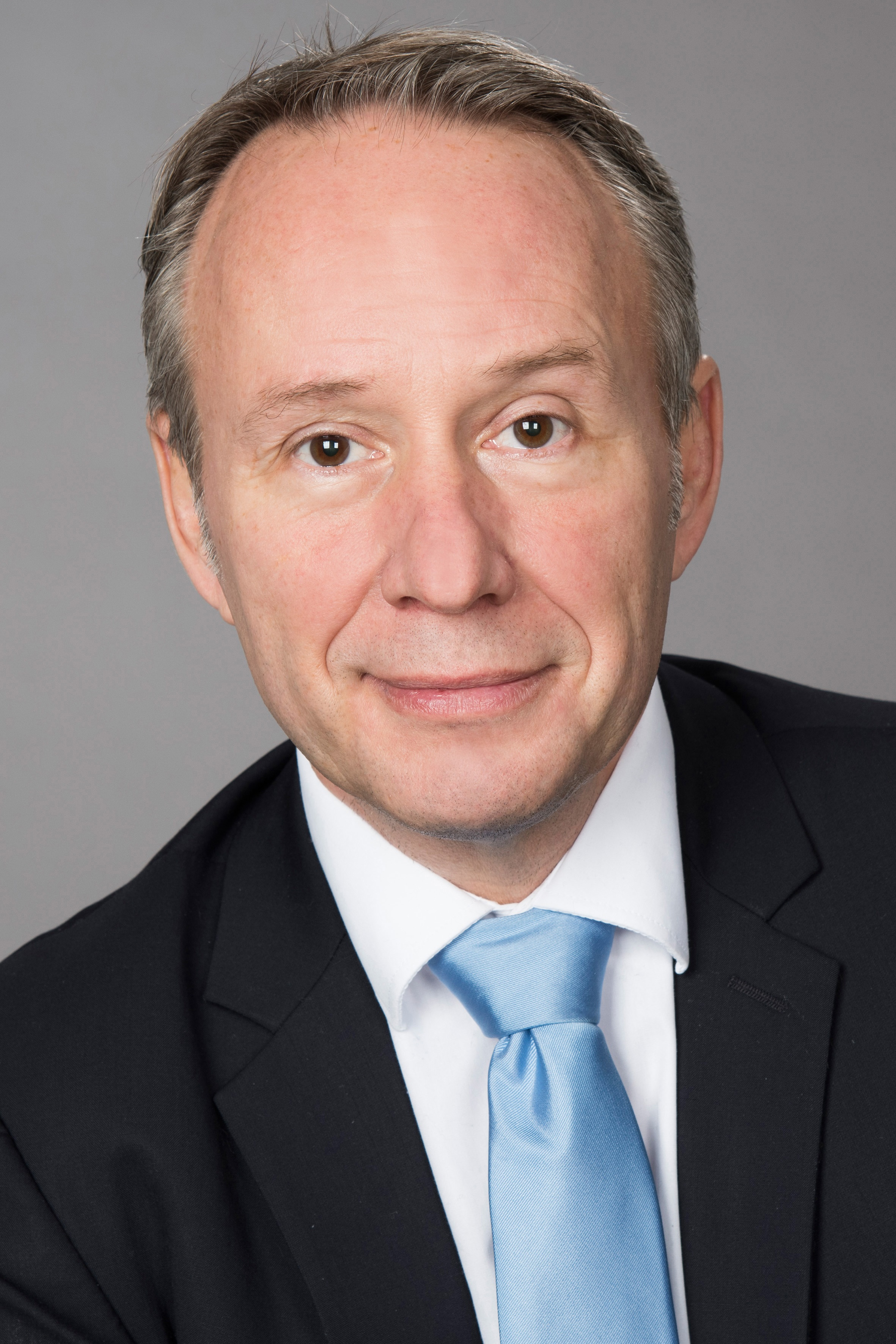
Tim Sparwasser, 2019

Tim Dominik Sparwasser (* 8. Januar 1969 in Mainz) ist ein deutscher Mediziner, Mikrobiologe und Infektionsimmunologe. Seit 2018 ist er Direktor des Instituts für Medizinische Mikrobiologie und Hygiene der Universitätsmedizin an der Johannes Gutenberg-Universität Mainz.

## Leben
Sparwasser studierte als Stipendiat der Studienstiftung des Deutschen Volkes Humanmedizin an der Johannes Gutenberg-Universität Mainz und an der Ludwig-Maximilians-Universität München (LMU) und wurde 1996 promoviert. Seine Forschungsarbeiten setzte er zunächst am Institut für Medizinische Mikrobiologie, Immunologie und Hygiene (MIH) an der Technischen Universität München (TUM) und danach am Skirball Institut als Howard Hughes Medical Institute (HHMI) Postdoctoral Fellow in New York fort.
2008 habilitierte er sich am MIH der Technischen Universität München und wurde im selben Jahr Direktor des Instituts für Infektionsimmunologie am Twincore, Zentrum für experimentelle und klinische Infektionsforschung, einer gemeinsamen Einrichtung der Medizinischen Hochschule Hannover (MHH) und des Helmholtz-Zentrums für Infektionsforschung (HZI). 2018 folgte Sparwasser einem Ruf der Universität Mainz und übernahm die Leitung des Instituts für Medizinische Mikrobiologie und Hygiene (IMMH), nachdem er einen entsprechenden Ruf der Technischen Universität Dresden im Jahr 2017 abgelehnt hatte.
Von 2014 bis 2022 war Sparwasser Beiratsmitglied der Deutschen Gesellschaft für Immunologie (DGfI). Er gehört seit 2018 zum Lenkungsausschuss des Forschungszentrums für Immuntherapie (FZI) der Universität Mainz. Von 2019 bis 2025 war er deutscher Vertreter im Rat der Internationalen Vereinigung der Immunologie Gesellschaften (IUIS). 2022 wurde er zum Beiratsmitglied des Forschungszentrums für Inflammatorische Erkrankungen (Center for Research in Inflammatory Diseases, CRID) in São Paulo ernannt. Im selben Jahr lehnte er einen Ruf an die Justus-Liebig-Universität Gießen (W3 Medizinische Mikrobiologie) ab. Seit 2023 ist Sparwasser Mitglied des Wissenschaftlichen Beirats von NextImmune2 am Luxembourg Institute of Health (LIH).
Sparwasser ist einer der vielzitierten Immunologen im europäischen Raum. Er publizierte zahlreiche wissenschaftliche Arbeiten, von denen (Stand Januar 2024) über 200 im Science Citation Index gelistet sind und mehr als 21.700 Mal zitiert wurden. Sein h-Index beträgt 75.

## Forschungsschwerpunkte
Zu den Forschungsschwerpunkten seines Labors am Institut für Medizinische Mikrobiologie und Hygiene gehört die Entschlüsselung von Wirt-Pathogen-Interaktionen. Sparwasser hat als einer der Ersten erkannt, dass spezielle CpG-Motiv-enthaltende mikrobielle DNA die Zellen des angeborenen Immunsystems aktiviert und deshalb als Adjuvans in experimentellen Impfansätzen eingesetzt werden kann. Durch neue genetische Modelle konnte Sparwasser zum ersten Mal direkt die Rolle der sogenannten regulatorischen T-Zellen in der Verhinderung von Autoimmunität sowie deren Bedeutung in der adaptiven Immunantwort gegen Tumorzellen und verschiedene Erreger belegen. Seit 2010 beschäftigt sich Sparwasser mit der immunmodulierenden Wirkung bakterieller Metabolite sowie insbesondere mit dem Stoffwechsel von Immunzellen zur Verbesserung von Immunantworten und Impfungen.

## Auszeichnungen
Sparwasser war Stipendiat der Studienstiftung des Deutschen Volkes. Die Deutsche Gesellschaft für Hygiene und Mikrobiologie (DGHM) verlieh ihm 1999 den DGHM Förderpreis. Von 1999 bis 2002 wurde er mit dem HHMI Postdoctoral Fellowship Award for Physicians ausgezeichnet. 2022 wurde er vom Argentinischen Ministerium für Wissenschaft, Technologie und Innovation für seine Verdienste um die deutsch-argentinische Zusammenarbeit mit dem „Premio Leloir“ ausgezeichnet. Im Mai 2024 wurde Sparwasser von der Alexander von Humboldt Stiftung als Scout des Henriette Herz-Scouting-Programm ausgewählt.